# Блумингтън (Айдахо)
Вижте пояснителната страница за други значения на Блумингтън.
Блумингтън (на английски: Bloomington) е град в окръг Беър Лейк, щата Айдахо, САЩ. Блумингтън е с население от 251 жители (2000) и обща площ от 2,3 km². Намира се на 1819 m надморска височина. ЗИП кодът му е 83223, а телефонният му код е 208.